# Barranc de la Coma de Joan
El barranc de la Coma de Joan és un barranc, afluent del riu d'Abella. Pertany a la conca del Noguera Pallaresa, i discorre del tot dins del terme d'Abella de la Conca, a la comarca del Pallars Jussà, a la zona del sud-est del poble vell d'Abella de la Conca.

El Barranc de la Coma de Joan, respecte del terme d'Abella de la Conca

Neix al vessant nord de La Sadella, i emprèn la direcció oest. Aviat travessa la carretera L-511, paral·lela a la qual discorre a partir d'aquell lloc, sempre en direcció sud-oest. També va paral·lel pel sud al barranc de Fonguera, i pel nord a la mateixa línia de terme d'Abella de la Conca. Just en passar pel nord del Roc del Pas de Finestres rep les aigües de la Font de la Coma de Joan, que li dona el nom. Poc després s'aboca en el barranc del Mas de Mitjà, a llevant de la masia de Ca l'Olivelles.

## Etimologia
Tot i que la Coma de Joan com a topònim sembla del tot perdut, ha donat nom a aquest barranc i a les fonts que es troben en aquest lloc. Una coma és una zona plana entre muntanyes, que és l'indret on es troben les Fonts de la Coma de Joan.